# DBUs Landspokalturnering 2010-2011
La DBUs Landspokalturnering 2010-2011 è la 57ª edizione della coppa danese.  È sponsorizzata dall'"Ekstra Bladet" che ha dato il nome alla competizione cioè Coppa Ekstra Bladet.
Ha preso il via nell'agosto 2010 ed è terminata il 22 maggio 2011. Il Nordsjælland ha vinto il trofeo per la seconda volta consecutiva, battendo per 3-2 il Midtjylland nella finale giocata al Parken Stadium di Copenaghen.

## Quarto turno
- Giocati fra il 26 e il 28 ottobre.

| Squadra 1  | Risultato       | Squadra 2    |
| ---------- | --------------- | ------------ |
| Viborg     | 1 - 1 (4-5 dcr) | Aalborg      |
| Copenaghen | 2 - 4           | Horsens      |
| Esbjerg    | 2 - 0           | Silkeborg    |
| Odense     | 2 - 3           | Nordsjælland |
| Køge BK    | 0 - 4           | Midtjylland  |
| Fredericia | 1 - 2           | Randers      |
| Hvidovre   | 2 - 2 (4-5 dcr) | Lyngby       |
| Varde      | 0 - 1           | Aarhus       |

## Quarti di finale
- Giocati fra il 9 e l'11 novembre.

| Squadra 1 | Risultato | Squadra 2    |
| --------- | --------- | ------------ |
| Aalborg   | 0 - 2     | Esbjerg      |
| Aarhus    | 0 - 1     | Midtjylland  |
| Randers   | 3 - 0     | Lyngby       |
| Horsens   | 0 - 1     | Nordsjælland |

## Semifinali
- Andata il 27 e 28 aprile 2011 - Ritorno il 4 e 5 maggio 2011.

| Squadra 1    | Totale          | Squadra 2 | Andata | Ritorno |
| ------------ | --------------- | --------- | ------ | ------- |
| Nordsjælland | 1 - 0           | Randers   | 1 - 0  | 0 - 0   |
| Midtjylland  | 3 - 3 (5-4 dcr) | Esbjerg   | 1 - 2  | 2 - 1   |

## Finale
| Arbitro: | Claus Bo Larsen |

|                                 |            |                  |
| Lawan 16’ 54’ Christensen 90+2’ | Marcatori  | 37’ 71’ Thygesen |
| Wieghorst                       | Allenatori | Riddersholm      |